# Dolmen de Kluder-Yer
Le dolmen de Kluder-Yer (Clud-Er-Yer, Klud-Er-Yer, Klud-Ur-Yar) est un dolmen situé à Carnac, dans le Morbihan en France.

## Historique
Le dolmen a été exploré par la Société polymathique du Morbihan en 1867, puis à nouveau par Félix Gaillard en 1887.
Le dolmen est classé au titre des monuments historiques par la liste de 1889.

## Description
Le dolmen est du type dolmen à couloir. Le couloir est orienté à l'est, il mesure 10 m de long sur 1 m de large. Il dessert trois cabinets latéraux (un au nord, deux au sud) de forme carrée (environ 2 m de côté). Le sol était dallé.
À proximité immédiate, le dolmen voisine avec le tumulus de Mané-Klud-er-Yer.

## Matériel archéologique
Lors de la fouille de 1866, on y a découvert une grande quantité de charbons, de poteries, un gros grain en terre cuite percé, quinze silex diversement taillés et un fragment de hache polie. En 1887, Gaillard y a recueilli plusieurs fragments de poterie (plusieurs vases sans ornementation) et un petit mobilier lithique (hache en diorite, fragments de hache en fibrolithe et jadéite) et une pendeloque en quartz.